# Colibrí blanc-i-verd
El colibrí blanc-i-verd (Talaphorus chlorocercus ) és una espècie d'ocell de la subfamília dels troquilins (Trochilinae) dins la família dels troquílids (Trochilidae) i única espècie del gènere Talaphorus Mulsant et Verreaux, 1874.

## Hàbitat i distribució
Habita boscos de rivera de les terres baixes de l'Amazònia, al sud-est de l'Equador, nord-est del Perú i extrem occidental del Brasil.

## Taxonomia
Considerat per diversos autors un membre del gènere Leucippus, ha estat inclòs al recuperat gènere Talaphorus arran treballs moleculars recents.